# والتر ك. أوين
والتر ك. أوين (بالإنجليزية: Walter C. Owen)‏ هو محامي وقاضي وسياسي أمريكي، ولد في 26 سبتمبر 1868، وتوفي في 15 أبريل 1934. انتخب عضو مجلس ولاية ويسكونسن.